# 朱紘
朱紘（1470年—？），字廷和，直隸常州府無錫縣人，民籍，明朝政治人物。

## 生平
應天府鄉試第七十四名舉人。弘治十五年（1502年）中式壬戌科會試第二百五十五名，三甲第六十一名進士。

## 家族
曾祖朱仲南；祖父朱轅；父朱搢，母王氏。具庆下